# Francisco Matarazzo Júnior
Francisco Matarazzo Júnior, también conocido como Conde Dom Francisco Matarazzo II, o "Júnior" o "Conde Chiquinho", (São Paulo, 14 de agosto de 1900 - São Paulo, 27 de marzo de 1977) fue un empresario brasileño que dirigió durante cuatro décadas las Industrias Reunidas Fábrica Matarazzo que fue, durante mucho tiempo, el mayor complejo industrial de América Latina.
Accedió al cargo en 1937, tras la muerte de su padre Francesco Matarazzo, fundador del grupo. El título de II Conde de Matarazzo le fue cambiado por el de II Conde de Matarazzo di Licosa' por el Rey Víctor Manuel III de Italia, mediante Cartas Patentes de 14 de julio de 1927, cambiando consecuentemente el nombre de la Casa de Matarazzo por el de Casa de Matarazzo di Licosa.
Penúltimo de los trece hijos del fundador del complejo industrial, fue elegido por su padre para sucederle al frente del grupo tras la muerte de su hermano Ermelino. La decisión provocó conflictos familiares. Tuvo grandes desavenencias con Assis Chateaubriand, como la cuestión de la desocupación del edificio para la construcción del edificio Matarazzo, hoy sede del ayuntamiento de São Paulo.
Tuvo cinco hijos y eligió como sucesora a la menor, Maria Pia Matarazzo, lo que también disgustó a los demás herederos, generando incluso disputas legales.